# Tony Gaffney
Anthony Joseph Gaffney jr., detto Tony (Boston, 14 novembre 1984), è un ex cestista statunitense.

## Statistiche

### College
| Anno      | Squadra         | PG  | PT | MP   | TC%  | 3P%  | TL%  | RP   | AP  | PRP | SP  | PP   |
| --------- | --------------- | --- | -- | ---- | ---- | ---- | ---- | ---- | --- | --- | --- | ---- |
| 2004-2005 | Boston Terriers | 29  | 0  | 15,6 | 33,0 | 15,4 | 55,3 | 2,9  | 1,0 | 0,6 | 0,8 | 3,1  |
| 2005-2006 | Boston Terriers | 17  | 0  | 17,0 | 44,6 | 11,1 | 50,0 | 3,2  | 0,8 | 1,0 | 0,5 | 4,5  |
| 2007-2008 | UMass Minutemen | 35  | 8  | 20,0 | 46,2 | 14,3 | 54,0 | 4,8  | 0,6 | 1,1 | 1,7 | 3,2  |
| 2008-2009 | UMass Minutemen | 30  | 30 | 33,9 | 54,2 | 33,3 | 64,6 | 10,2 | 1,7 | 2,0 | 3,8 | 11,5 |
| Carriera  | Carriera        | 111 | 38 | 22,2 | 47,4 | 22,0 | 58,9 | 5,5  | 1,0 | 1,2 | 1,8 | 5,6  |

## Palmarès
- Campionato israeliano: 1

Hapoel Gerusalemme: 2014-15
- Coppa di Lega israeliana: 1

Hapoel Gerusalemme: 2014